# Elsad Zverotić
Elsad Zverotić (* 31. Oktober 1986 in Berane) ist ein ehemaliger montenegrinisch-schweizerischer Fußballspieler. Seit Januar 2024 ist er als Sportchef beim FC Aarau in der Challenge League tätig.

## Karriere
Zverotić begann seine Karriere in der Saison 2003/04, als er in der 2. Liga interregional für den FC Bazenheid auflief. Im Sommer 2004 wechselte er zum FC Wil in die Challenge League. Auch bei den St. Gallern konnte er sich als wichtiger Bestandteil des Teams auf der rechten Abwehrseite etablieren. Nach vier Jahren in Wil, die er durchgehend als Stammspieler bestritt, unterschrieb er im Jahr 2008 bei Axpo-Super-League-Verein FC Luzern einen Dreijahresvertrag. In der Spielzeit 2008/09 erhielt er 27 Einsätze in der höchsten Schweizer Liga und konnte einen Treffer erzielen.
Am 2. September 2013 wechselte Zverotić in die Premier League zum FC Fulham. Im Februar 2015 schloss er sich dem FC Sion an.
Der Defensiv-Allrounder bestritt 61 Länderspiele für die montenegrinische Fußballnationalmannschaft und war damit bis 2019 der Rekordspieler Montenegros.